# کورالین ویتالیس
کورالین ویتالیس (فرانسوی: Coraline Vitalis‎؛ زادهٔ ۹ مهٔ ۱۹۹۵) شمشیرباز زن اهل فرانسه است.
وی در مسابقات کشوری و بین‌المللی در مجموع برندهٔ ۴ مدال طلا، ۱ مدال نقره شده است.